# مارتین شا
مارتین شا (انگلیسی: Martin Shaw؛ زادهٔ ۲۱ ژانویهٔ ۱۹۴۵) بازیگر اهل بریتانیا است.
از فیلم‌هایی که وی در آن نقش داشته‌است، می‌توان به مکبث، سفر طلایی سندباد، عملیات سپیده‌دم، حرفه‌ای‌ها و دکتربعدازاین اشاره کرد.